# فهرست فیلم‌های ایرانی سال ۱۳۷۳
فهرست فیلم‌های ایرانی سال ۱۳۷۳

## فهرست
| عنوان                | کارگردان            | نویسنده                                 | بازیگران |
| -------------------- | ------------------- | --------------------------------------- | --- |
| آخرین بندر           | حسن هدایت           | حسن هدایت                               | |
| آدم‌برفی              | سید داود میرباقری   |                                         | اکبر عبدی، آزیتا حاجیان، داریوش ارجمند، محمدرضا شریفی‌نیا، پرویز پرستویی |
| آرایش مرگ            | افشین شرکت          | افشین شرکت                              | گلچهره سجادیه |
| آرزوی بزرگ           |                     |                                         | امین تارخ |
| آقای شانس            | رحمان رضایی         | رضا بابک                                | اکبر عبدی |
| اشک و لبخند          | شاپور قریب          | شاپور قریب                              | فرامرز قریبیان |
| افسانه دو خواهر      | کامبوزیا پرتوی      | کامبوزیا پرتوی                          | |
| التهاب               | مرتضی احمدی هرندی   |                                         | |
| الو الو من جوجوام    | مرضیه برومند        |                                         | |
| انتهای قدرت          | کریم آتشی           |                                         | شهراد وثوقی |
| بادکنک سفید          | جعفر پناهی          | عباس کیارستمی، جعفر پناهی، پرویز شهبازی | آیدا محمدخانی، فرشته صدرعرفایی، آنا بورکوفسکا |
| بازمانده             | سیف‌الله داد         | غسان کنفانی، سیف‌الله داد                | سلما مصری |
| بشیر                 | احمد رمضان‌زاده      |                                         | |
| بوی خوش زندگی        | ابوالحسن داوودی     | علی‌رضا خمسه                             | علی‌رضا خمسه |
| به‌خاطر هانیه         | کیومرث پوراحمد      | کیومرث پوراحمد                          | مهوش افشارپناه |
| بهشت پنهان           | کامران قدکچیان      |                                         | ابوالفضل پورعرب |
| بی‌قرار               | مجید قاری‌زاده       |                                         | ابوالفضل پورعرب |
| پری                  | داریوش مهرجویی      | جروم دیوید سالینجر                      | علی مصفا، خسرو شکیبایی، محمدرضا شریفی‌نیا، نیکی کریمی |
| تجارت                | مسعود کیمیایی       | مسعود کیمیایی                           | فرامرز قریبیان، پولاد کیمیایی |
| تحفه هند             | محمدرضا زهتابی      |                                         | اکبر عبدی |
| حالا چه شود!         |                     |                                         | جمشید مشایخی |
| حامی                 | قدرت‌الله صلح‌میرزایی | قدرت‌الله صلح‌میرزایی                     | |
| حسرت                 | حسن محمدزاده        |                                         | |
| حسرت دیدار           | احمد زینال‌زاده      |                                         | بیژن امکانیان |
| حمله به اچ۳          | شهریار بحرانی       |                                         | جعفر دهقان |
| خط آتش               | فرید سجادی حسینی    |                                         | احمد نجفی |
| خلع سلاح             | علی‌رضا داوودنژاد    |                                         | محمدرضا داوودنژاد |
| در کمال خونسردی      | سیامک شایقی         | سیامک شایقی                             | ابوالفضل پورعرب |
| درد مشترک            |                     |                                         | |
| دشت ارغوانی          | نادر مقدس           |                                         | محسن احمدی |
| دل و دشنه            | مسعود جعفری جوزانی  |                                         | |
| دیدار                | محمدرضا هنرمند      |                                         | مینا لاکانی |
| دیوانه‌وار            | کامران قدکچیان      | فیروز زنوزی جلالی                       | |
| راه افتخار           | داریوش فرهنگ        | داریوش فرهنگ                            | جمشید مشایخی |
| رؤیای نیمه‌شب تابستان | داریوش مؤدبیان      | داریوش مؤدبیان                          | اکبر عبدی |
| روز دیدنی            | فرزین مهدی پور      |                                         | |
| روز شیطان            | بهروز افخمی         | بهروز افخمی                             | آتیلا پسیانی |
| روز واقعه            | شهرام اسدی          | بهرام بیضایی                            | علی‌رضا شجاع‌نوری، لادن مستوفی، عزت‌الله انتظامی، جمشید مشایخی، محمدعلی کشاورز، ژاله علو، مهدی فتحی |
| روزهای خوب زندگی     | مهدی صباغ‌زاده       |                                         | |
| روسری‌آبی             | رخشان بنی‌اعتماد     | رخشان بنی‌اعتماد                         | عزت‌الله انتظامی، فاطمه معتمدآریا، گلاب آدینه، افسر اسدی، باران کوثری، بهناز جعفری، رضا فیاضی، فرهاد اصلانی، نعمت‌الله گرجی، فقیهه سلطانی، جمشید اسماعیل‌خانی، نادیا دلدار گلچین، نیره فراهانی، مهری مهرنیا، عباس محبی |
| زمین آسمانی          | محمدعلی نجفی        | محمدعلی نجفی                            | مهناز افضلی |
| ساز ستاره            | احمد زینال‌زاده      |                                         | |
| سال‌های بی‌قراری       |                     |                                         | |
| ستارگان خاک          | عزیزالله حمیدنژاد   |                                         | |
| سربلند               | فتحعلی اویسی        |                                         | |
| سفر                  | علیرضا رئیسیان      | عباس کیارستمی                           | داریوش فرهنگ، فاطمه معتمدآریا |
| سفر بخیر             | داریوش مؤدبیان      | داریوش مؤدبیان                          | اکبر عبدی |
| سلام سینما           | محسن مخملباف        | محسن مخملباف                            | محسن مخملباف، احمد زینال‌زاده |
| سلام سینما           |                     |                                         | |
| سمفونی تهران         | رسول صدرعاملی       | رسول صدرعاملی                           | |
| شریک زندگی           |                     |                                         | فرامرز قریبیان |
| عروسی خون            | مجید جوانمرد        |                                         | |
| کاکادو               | تهمینه میلانی       |                                         | |
| کلاه‌قرمزی و پسرخاله  | ایرج طهماسب         | ایرج طهماسب                             | ایرج طهماسب، فاطمه معتمدآریا، حمیده خیرآبادی |
| کوچه و موزه          | کاظم بلوچی          |                                         | |
| کوسه‌ها               | حمیدرضا آشتیانی‌پور  | صادق کرمیار                             | جمشید مشایخی |
| کیمیا                | احمدرضا درویش       |                                         | خسرو شکیبایی |
| مجازات               | جهانگیر جهانگیری    |                                         | |
| مرد پنجم             |                     | کیانوش عیاری                            | |
| مرضیه                |                     | احمدرضا معتمدی                          | |
| مروارید سیاه         | حبیب‌الله بهمنی      |                                         | فرامرز قریبیان |
| منطقه ممنوع          |                     |                                         | |
| مهریه بی‌بی           | اصغر هاشمی          |                                         | |
| می‌خواهم زنده بمانم   | ایرج قادری          |                                         | فرامرز قریبیان |
| نگاهی دیگر           |                     |                                         | نیکو خردمند |
| نیش                  | همایون اسعدیان      |                                         | |
| هدف                  | بهرام کاظمی         |                                         | |
| یک شب، یک غریبه      | حسین قاسمی جامی     |                                         | |